# Visions (album de Stratovarius)
Pour l'album d'Atreyu, voir Visions.
Albums de Stratovarius
Episode
(1996) The Past and Now
(1997)
Singles
1. Black Diamond
Sortie : 1997
2. The Kiss of Judas
Sortie : 1997

Visions est le sixième album du groupe finlandais de power metal Stratovarius, publié en 1997, par Noise Records.

## Liste des chansons
Toute la musique est composée par Timo Tolkki.
| No  | Titre                    | Durée |
| --- | ------------------------ | ----- |
| 1.  | The Kiss of Judas        | 5:49  |
| 2.  | Black Diamond            | 5:39  |
| 3.  | Forever Free             | 6:00  |
| 4.  | Before the Winter        | 6:07  |
| 5.  | Legions                  | 5:43  |
| 6.  | The Abyss of Your Eyes   | 5:38  |
| 7.  | Holy Light               | 5:45  |
| 8.  | Paradise                 | 4:27  |
| 9.  | Coming Home              | 5:36  |
| 10. | Visions (Southern Cross) | 10:17 |